# Плохие дороги
«Плохие дороги» (укр. Погані дороги) — украинский фильм режиссёра и сценариста Натальи Ворожбит, экранизация её одноимённой пьесы 2017 года. Действие в фильме происходит преимущественно на русском языке. Лента состоит из пяти новелл, объединённых темой дорог. Сюжет описывает события, происходящие с украинскими жителями и военными на Донбассе на фоне российско-украинской войны. Выдвинут от Украины на кинопремию «Оскар».
Международная премьера фильма состоялась 3 сентября 2020 года, на Венецианском кинофестивале в конкурсной программе Международной недели критиков, где лента не смогла победить, однако получила поощрительную «Награду веронского киноклуба» (Verona Film Club Award). В украинский ограниченный прокат фильм вышел 20 мая 2021 года.

## Сюжет
Фильм состоит из пяти новелл о жителях Донбасса, живущих по разные стороны линии фронта. Литературной основой сценария стала пьеса Натальи Ворожбит.

## В ролях
- Игорь Колтовский
- Андрей Лелюх

## Производство и премьера
Производством занималась кинокомпания «Kristi Films» при финансовой поддержке Украинского культурного фонда. Съёмки шли в Киеве и Киевской области, в Донбассе сняли только одну сцену. Премьера «Плохих дорог» состоялась на Венецианском кинофестивале 2020 года.
Картина была выдвинута от Украины на премию «Оскар» как лучший фильм на иностранном языке и вошла в лонг-лист.